# Piazza dei Consoli

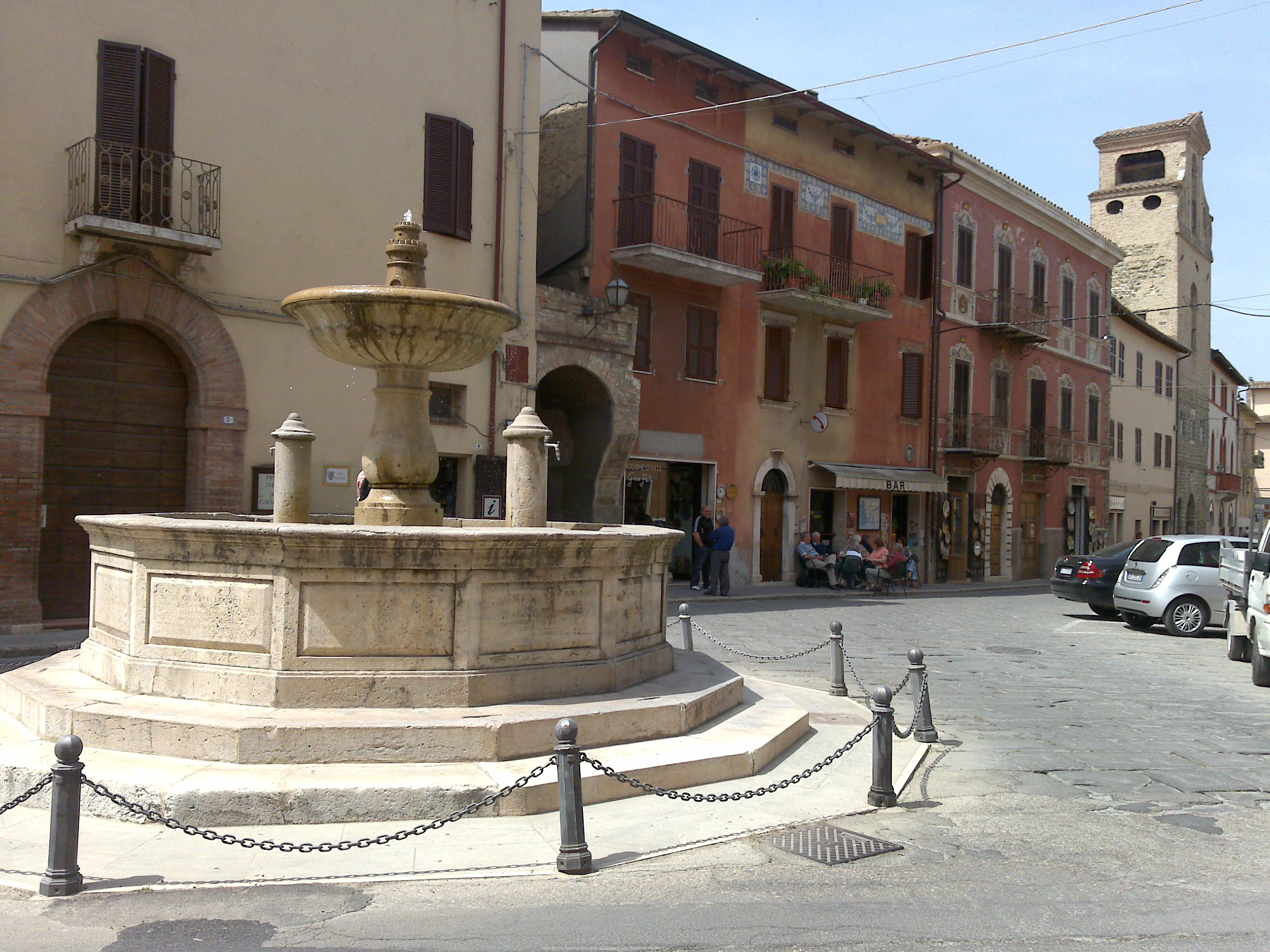
Scorcio di piazza dei Consoli con la fontana

La piazza dei Consoli è la piazza principale di Deruta.

## Storia
Un tempo, in corrispondenza dei lati corti, essa era chiusa da due fortilizi di cui uno adibito ad alloggio di guarnigioni perugine e a magazzino del grano, un altro a torre di avvistamento e di difesa. I lati lunghi della piazza erano occupati, e in parte lo sono tuttora, a sinistra, dal palazzetto comunale sormontato da una torre campanaria e dalla chiesa di Santa Maria dei Consoli, l'attuale chiesa di San Francesco. Non è improbabile che la sua particolare conformazione, stretta e allungata, fosse, come alcuni sostengono, legata ad una sua originaria funzione di piazza d'armi, dove si faceva cioè la rassegna di soldati a piedi e a cavallo, come si usava ancora fare nel 1768.

## Descrizione
La piazza ha una forma allungata. Al suo inizio si trova la fontana. Verso la metà vi si affaccia il palazzo comunale che ospita la pinacoteca comunale. Alla fine nella parte destra c'è la chiesa di chiesa di San Francesco.

## La fontana
Si trova all'inizio della piazza ed è a pianta poligonale. Fu edificata nel 1848 per volere dei "quinquenviri" del comune di Deruta su progetto dell'ingegnere Fiorenzo Cherubini. La costruzione di una fonte di piazza era stata pensata fin dal 1500 con l'intento di ampliare e ristrutturare quell'unum puteum in platea ricordato nello statuto del 1465. La morte del promotore, il nobile Simonetto Baglioni, aveva tuttavia vanificato questo proposito. Nel 1609 una fonte era già comunque in funzione, forse addirittura da molti anni, se si avvertiva la necessità di rimodernarla con lastre di travertino e di inserirvi lo stemma del comune.

## Galleria d'immagini

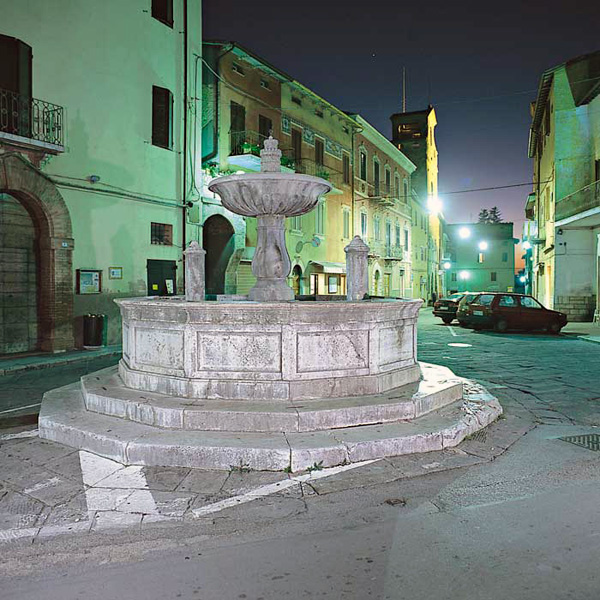
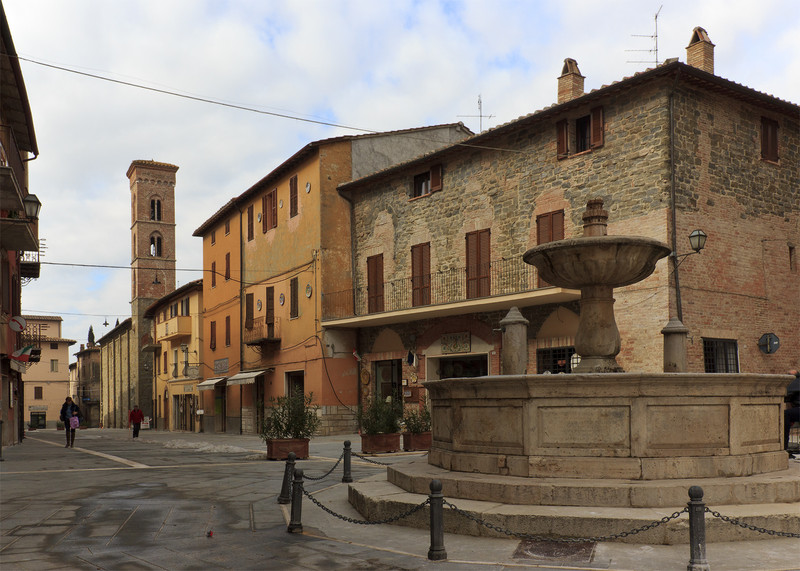
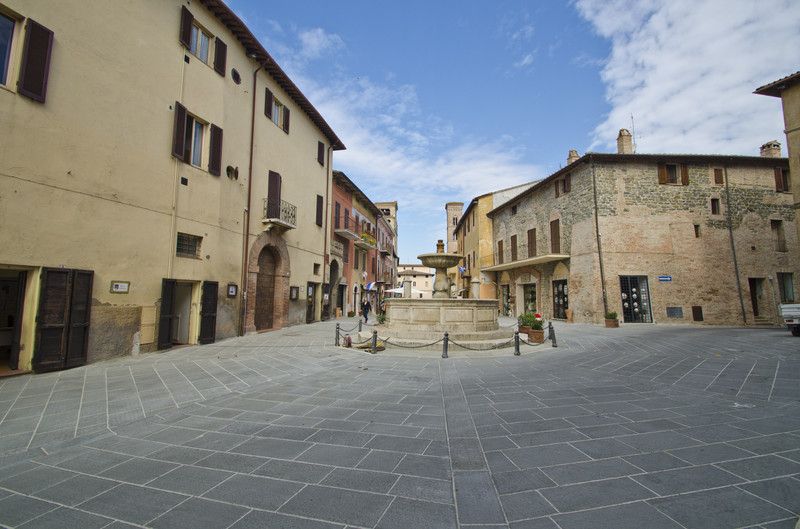
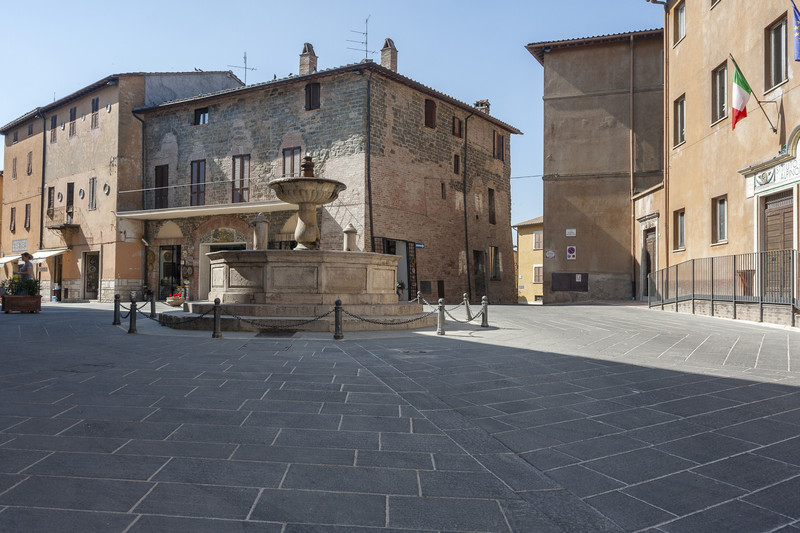